# Siegburger Vergleich
Mit dem Siegburger Vergleich im Jahr 1604 endete ein über Jahrhunderte schwelender Streit um die Landeshoheit in der Herrschaft Homburg.
Der Grund war schon 1294 gelegt, als in der Erbfolge Homburgs eine Doppelregierung gräflicher Brüder eingeführt wurde, in deren Verlauf es zu lang anhaltendem Zwist zunächst zwischen den Grafen von Sayn und den Grafen von Sayn-Wittgenstein kam. Zudem hatten die Grafen von Mark und Berg in der zweiten Hälfte des 13. Jahrhunderts im Oberbergischen Raum Fuß gefasst und ihre territoriale Herrschaft mit dem östlich angrenzende Amt Windeck gefestigt.
Durch das Auftreten dieser dritten Macht in der Region geriet Homburg in eine Insellage. Die Unübersichtlichkeit der Herrschaftsverhältnisse mit unterschiedlichen Abgaben und Frondiensten nahm im 14. Jahrhundert bei wachsendem Einfluss der Bergischen beträchtlich zu. In den Ortschaften waren durchweg saynische oder wittgensteinische gemischt mit bergischen Eigenleuten (bäuerliche Leibeigene). In den Konflikten ging es neben herrschaftlichen Rechten am Wildbann (Jagd, Fischerei) oder der Gewässernutzung (Mühlen, Hämmer, Deiche) um Einkünfte aus Wald und Bergbau. Im Zeitalter der Glaubenskämpfe nicht zuletzt aber auch um den Einfluss auf die Kirchen. Am heftigsten umstritten war die Ausübung der Gerichtsbarkeit, als Zankapfel stand die Vogtei Wiehl im Vordergrund.
Ergebnisse wurden bei Verhandlungen in den Jahren 1492 und 1562 nicht erzielt. Ausgangs des 16. Jahrhunderts mündeten die gütlich, juristisch oder auch gewalttätig ausgetragenen Auseinandersetzungen in ihre entscheidende Phase, nachdem auch die wiederholte Anrufung des Reichskammergerichts, das die kleinstaatlichen Querelen offenbar als eher unwichtig einstufte, nicht zur Beilegung des Dauerstreits führte. Als Leidtragende hatten in all der Zeit die Beherrschten das Nachsehen und die Widrigkeiten solcher Händel zu tragen.
Endlich kam es 1604 in Siegburg zur entscheidenden Verhandlung und dem Vergleich, in dem die Grenzmarkierung zwischen dem bergischen und dem homburgischen Herrschaftsbereich gezogen wurde. Sie blieb maßgebend für die späteren Kreise Gummersbach und Waldbröl bis 1932, als diese zum Oberbergischen Kreis zusammengeschlossen wurden. Die Trennung zwischen Oppertsau und Opperzau besteht jedoch nach wie vor.